# Anatòlia Central
La Regió d'Anatòlia Central (turc: İç Anadolu Bölgesi) és una de les 7 regions geogràfiques de Turquia.
Situada al centre de Turquia, limita amb la Regió de la Mar Negra al nord, la Regió de la Màrmara al nord-est, la Regió de l'Egeu a l'oest, la Regió de la Mediterrània al sud, sud-oest i sud-est, i la Regió d'Anatòlia Oriental a l'est.

## Subdivisions
- Secció de Konya (turc: Konya Bölümü)
  - Altiplà d'Obruk (turc: Obruk Platosu)
  - Veïnat de Konya - Ereğli (turc: Konya - Ereğli Çevresi)
- Secció d'Alta Sakarya (turc: Yukarı Sakarya Bölümü)
  - Àrea d'Ankara(turc: Ankara Yöresi)
  - Barranc Porsuk (turc: Porsuk Oluğu)
  - Àrea de la Serralada de Sündiken (turc: Sündiken Dağları Yöresi)
  - Barranc d'Alta Sakarya (turc: Yukarı Sakarya Yöresi)
- Secció del Kızılırmak Mitjà (turc: Orta Kızılırmak Bölümü)
- Secció d'Alt Kızılırmak (turc: Yukarı Kızılırmak Bölümü)

## Ecoregions

### Boscos temperats de frondoses mixtos
Boscos temperats de frondoses mixtos inclouen:
- Boscos caducifolis d'Anatòlia Central
- Boscos caducifolis d'Anatòlia Oriental

### Boscos temperats de coníferes
Boscos temperats de coníferes són els Boscos coníferes i caducifolis d'Anatòlia Septentrional.

### Praderies, sabanes i matollars temperats
L'estepa d'Anatòlia Central està classificada com a praderies, sabanes i matollars temperats.

### Boscos mediterranis
Els boscos mediterranis inclouen:
- Boscos coníferes i caducifolis mixtos d'Anatòlia
- Boscos montans coníferes i caducifolis d'Anatòlia Meridional

## Províncies
Províncies que es troben completament a la Regió d'Anatòlia Central:
- Aksaray
- Kırıkkale
- Kırşehir
- Nevşehir

Províncies que es troben principalment a la Regió d'Anatòlia Central:
- Ankara
- Çankırı
- Eskişehir
- Karaman
- Kayseri
- Konya
- Sivas
- Yozgat

Províncies que es troben parcialment a la Regió d'Anatòlia Central:
- Afyonkarahisar
- Bilecik
- Çorum
- Erzincan

## Clima
La Regió d'Anatòlia Central gaudeix d'un clima continental clima semiàrid, caracteritzat per estius secs i càlids i hiverns freds i nevats. La major part de la regió sol tenir baix nivell de precipitacions durant tot l'any.